# Walking the Wire (Imagine Dragons)
Walking the Wire è un singolo del gruppo musicale statunitense Imagine Dragons, pubblicato il 16 giugno 2017 come quarto estratto dal terzo album in studio Evolve.

## Tracce
Testi e musiche degli Imagine Dragons, Mattman & Robin e Justin Tranter.
1. Walking the Wire – 3:52

## Classifiche
| Classifica (2017)  | Posizione massima |
| ------------------ | ----------------- |
| Austria            | 62                |
| Germania           | 97                |
| Portogallo         | 84                |
| Stati Uniti (rock) | 6                 |
| Svizzera           | 80                |

### Classifiche di fine anno
| Classifica (2017)  | Posizione |
| ------------------ | --------- |
| Stati Uniti (rock) | 54        |